# 斯托克顿 (犹他州)
40°27′10″N 112°21′39″W / 40.452722°N 112.3607824°W
斯托克顿（英文：Stockton），是美国犹他州图埃勒县下属的一座城市。建市于不明年份，面积大约为1.63平方英里（4.2平方公里），海拔约为5,118英尺（1,560米）。根据2010年美国人口普查，该市有人口616人。